# 노무라 마사타카
노무라 마사타카(일본어: 野村 政孝, 1991년 6월 29일~)는 일본의 축구 선수이다.

## 구단 경력
그는 2014년 J1리그의 나고야 그램퍼스에 입단했다. 2016년 J3리그의 블라우블리츠 아키타로 이적했다. 2017년 J2리그의 로아소 구마모토로 이적했다. 2017년엔 리그 10경게 출전. 2018년후 J3리그에 강등했다. 2021년부터 2022년까지 아술 클라로 누마즈에서 뛰었다.